# Coenonympha subcaeca
Coenonympha subcaeca är en fjärilsart som beskrevs av Rühl 1894. Coenonympha subcaeca ingår i släktet Coenonympha och familjen praktfjärilar. Inga underarter finns listade i Catalogue of Life.